# 好时之吻

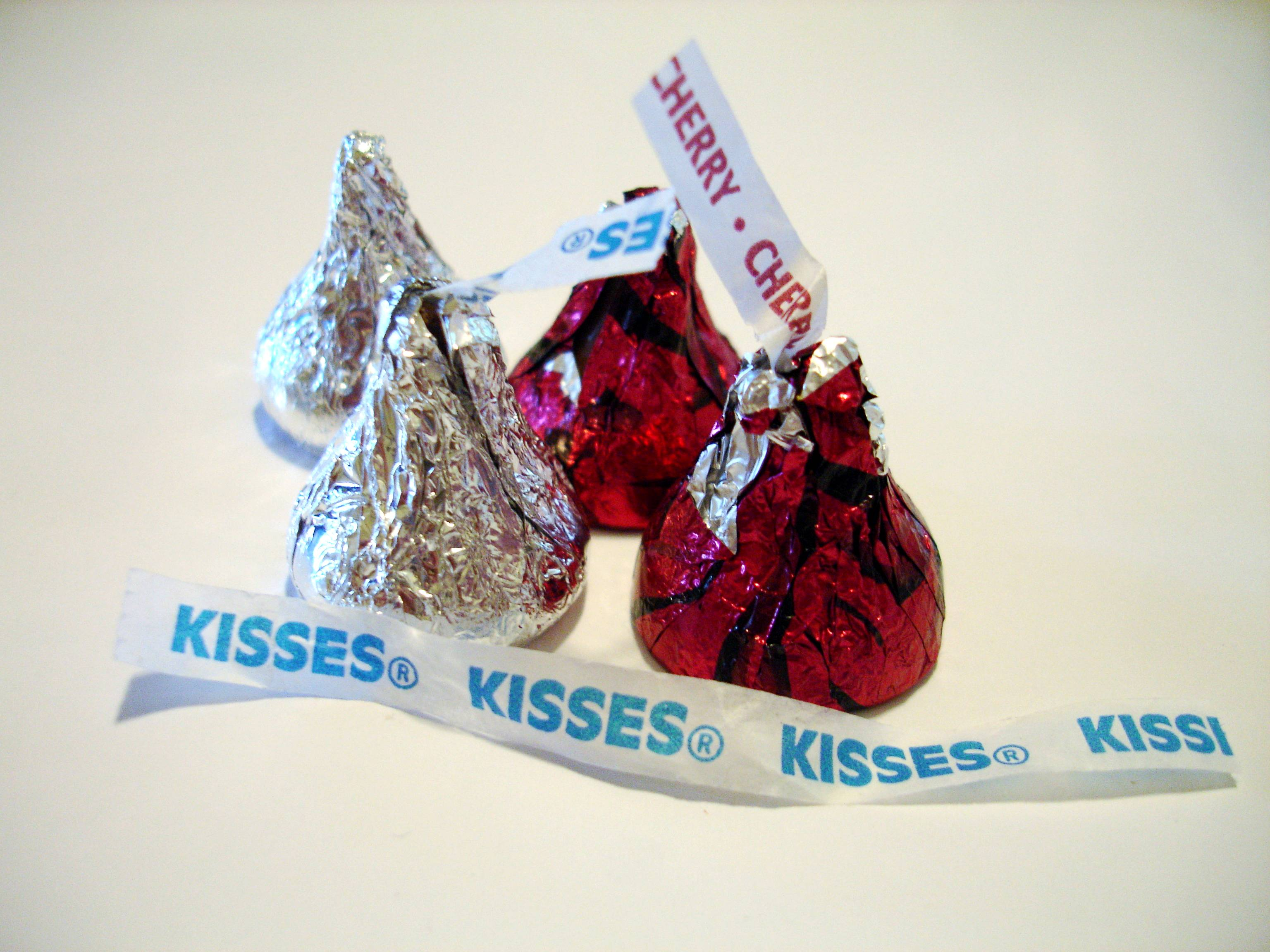
好时之吻

好时之吻（英語：Hershey's Kisses）是由美国好時公司所出产的巧克力糖果，於1907年面世，好时臻吻（Hershey's Kisses Deluxe）是豪华版的巧克力。于2011年，Whitney Matheson（惠特尼·马西森）在《今日美國》日报裡称好时之吻是有史以来50种最佳糖果。該標誌在“K”和“I”之間有一個好時之吻圖標。

## 外部連結
- （中文） "好时之吻巧克力（页面存档备份，存于）" - 好時公司中国
- （中文） "好时臻吻巧克力（页面存档备份，存于）" - 好時公司中国
- （英文） "Hershey's Kisses（页面存档备份，存于）" - 好時公司